# Proton Theater
Das Proton Theater ist eine unabhängige ungarische Theaterkompanie. Sie wurde im Jahr 2009 von dem Film- und Theaterregisseur Kornél Mundruczó und der Theaterproduzentin Dóra Büki gegründet. Die virtuelle Gruppe entwickelt, produziert und betreut in erster Linie die freien Produktionen des Regisseurs.

## Geschichte
Mundruczó arbeitet seit 2003 am Theater. Während seiner Karriere hat er eine spezielle Arbeitsmethode entwickelt, welche er schon 2007 in seinem Stück Frankenstein-Projekt am Bárka Theater benutzt hat. Mit dieser Vorstellung wurde 2009 Proton Theater gegründet. Das Stück diente anschließend als Ausgangspunkt zu seinem Film Tender Son – Das Frankenstein Projekt (2010). Diese gefeierte Produktion brachte ihn zu der Überzeugung, dass er eine Basis brauchte, auf der er frei und mit seiner eigenen Gruppe arbeiten kann. Die Theaterproduzentin Dóra Büki entwickelte dazu die operative Struktur, um ihren Vorstellungen eine Zukunft sichern.
Ziel des Proton Theaters ist es, neben der Erhaltung maximaler künstlerischer Freiheit, einen professionellen Rahmen für ihre frei produzierten Vorstellungen und Projekte zu sichern. Produktionen des Proton Theaters werden als internationale Koproduktionen entwickelt. Zu ihren festen Koproduktionspartner zählen u. a. die Wiener Festwochen, Hebbel am Ufer (HAU), Hellerau und Trafó Haus der Zeitgenössischen Künste in Budapest. Neben Mundruczós Inszenierungen – Das Eis (2006), Frankenstein-Projekt (2007), Es ist nicht leicht ein Gott zu sein (2010), Schande (2012), Dementia (2013), Winterreise (2015), Scheinleben (2016), Das Floß der Medusa (2018), Evolution (2019) und Die sieben Todsünden/Motherland (2020) – möchte sie den Mitgliedern der Kompanie Raum geben, eigene Ideen zu verwirklichen. In diesem Sinne sind die folgenden Produktionen zu Stande gekommen: Letzte (2014) unter der Regie von Roland Rába, 1 link (2015) von Gergely Bánki, und Vackor nyomában (In den Spuren von Vackor, 2017) von János Szemenyei.
Es ist nicht leicht, ein Gott zu sein wurde im November 2011 beim Festival Politik im Freien Theater in Dresden mit dem Hauptpreis ausgezeichnet. Für die Wiener Festwochen 2012 adaptierte Mundruczó den Roman Schande von J. M. Coetzee, auf Ungarisch: Szégyen, für die Bühne. Das Theaterstück diente später als Inspiration für Underdog. Schande, wie auch Scheinleben aus dem Jahr 2016 waren von Nachtkritik.de zu den wichtigsten 50 Inszenierungen der jeweiligen Jahre nominiert. Für Scheinleben wurde Mundruczó 2017 in Kategorie Regie Schauspiel für den Deutschen Theaterpreis Der Faust nominiert. Es war das erste Mal im Geschichte des Preises, dass sich ein nicht Deutsches Theater, in diesem Fall das Ungarische Proton Theater, unter den Nominierten befand.
Die Vorstellungen des Proton Theaters wurden bis 2020 auf mehr als 110 Festivals gezeigt, vom Festival von Avignon, bis zum Adelaide Festival, dem Singapore Arts Festival, dem Festival Bo:m in Seoul sowie am Zürcher Theater Spektakel.

## Produktionen

### Die sieben Todsünden/Motherland
| Regisseur            | Kornél Mundruczó                 |
| Premiere             | 16. Juli 2020 – Theater Freiburg |
| Koproduktionspartner | - Theater Freiburg, Deutschland  |
| Autor                | Bertolt Brecht/Kata Wéber        |

### Evolution
| Regisseur            | Kornél Mundruczó                          |
| Premiere             | 5. September 2019 – Ruhrtriennale, Bochum |
| Koproduktionspartner | - Ruhrtriennale, Bochum, Deutschland      |
| Autor                | György Ligeti, Kata Wéber                 |

Festival-Einladungen
- Ruhrtriennale 2019. Bochum, Deutschland[13]

### Das Floß der Medusa
| Regisseur            | Kornél Mundruczó                        |
| Premiere             | 31. August 2018 – Ruhrtriennale, Bochum |

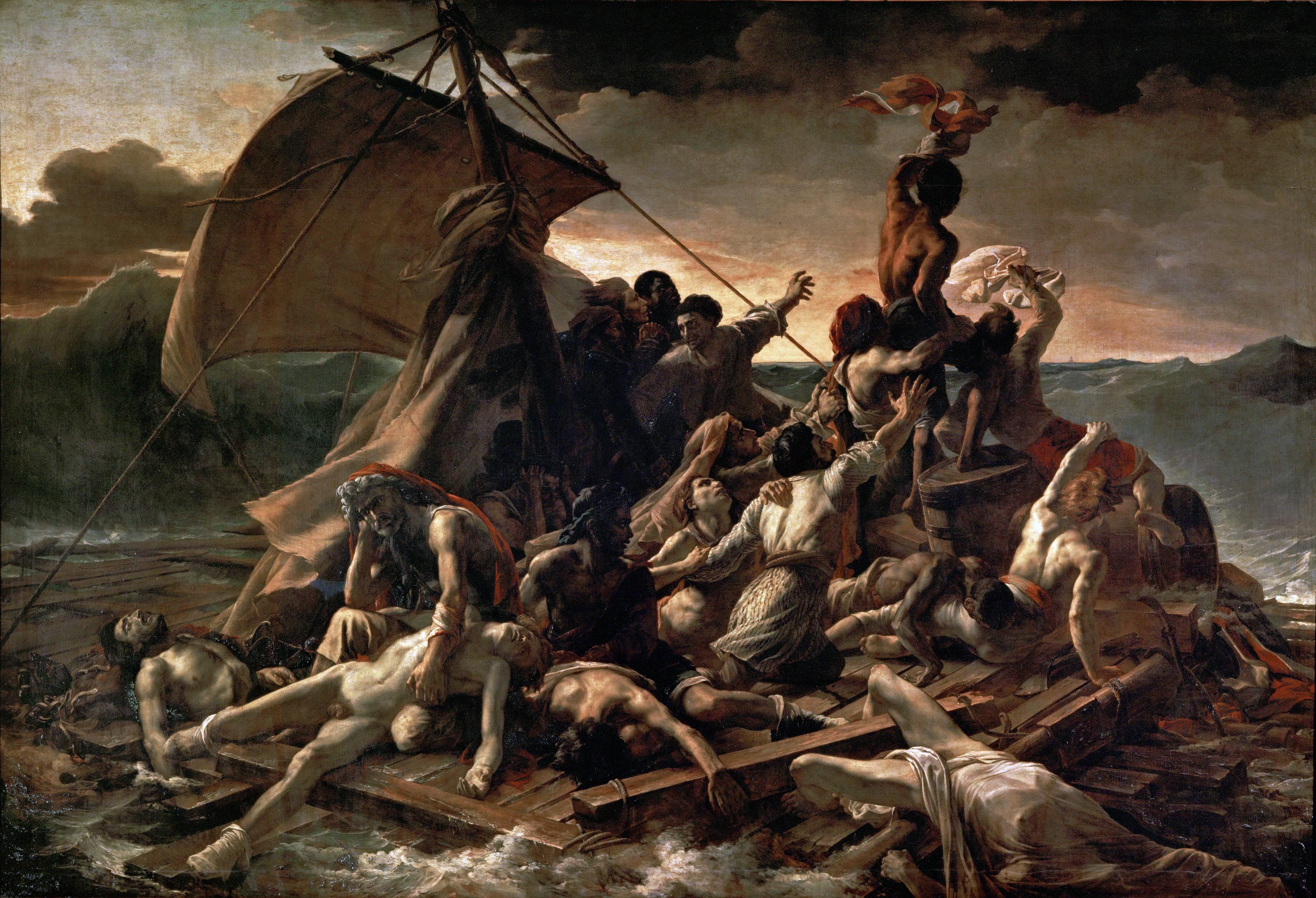
Das Floß der Medusa von Théodore Géricault, was inspirierte das Hans Werners Henze Oratorium

| Koproduktionspartner | - Ruhrtriennale, Bochum, Deutschland    |
| Autor                | Hans Werner Henze                       |

Festival-Einladungen
- Ruhrtriennale 2018. Bochum, Deutschland[15]

### Vackor nyomában
Märchen-Musical für die ganze Familie. (In den Spuren von Vackor)
| Regisseur | János Szemenyei                               |
| Premiere  | 16. Dezember 2017 – Madách-Theater, Budapest  |
| Autor     | István Kormos, Gergely Bánki, János Szemenyei |

### Scheinleben
| Regisseur            | Kornél Mundruczó |
| Premiere             | 27. April 2016 – Trafó Haus der Zeitgenössischen Künste, Budapest (Uraufführung) |
| Koproduktionspartner | - Wiener Festwochen, Österreich - Theater Oberhausen, Deutschland - La Rose des Vents, Lille, Frankreich - Maillon, Théâtre de Strasbourg / Scène européenne, Frankreich - Trafó Haus der Zeitgenössischen Künste, Budapest, Ungarn - HAU Hebbel am Ufer, Berlin, Deutschland - HELLERAU – Europäisches Zentrum der Künste, Dresden, Deutschland - Wiesbaden Biennale, Deutschland |
| Autor                | Kata Wéber |

Festival-Einladungen
- Wiener Festwochen 2016. Wien, Österreich
- Theater Oberhausen 2016. Deutschland
- Wiesbaden Biennale 2016. Deutschland
- HELLERAU – Europäisches Zentrum der Künste 2016. Dresden, Deutschland
- HAU Hebbel am Ufer 2016. Berlin, Deutschland
- NEXT Festival 2016. Lille, Frankreich
- Platonov Kunstfestival 2017. Woronesch, Russland
- 17. Staatliches Theatertreffen Pécs 2017. Ungarn
- Festival Boulevard 2017. 's-Hertogenbosch, Niederlande
- Zürcher Theater Spektakel 2017. Schweiz
- Baltic House Festival 2017. Sankt Petersburg, Russland
- Sirenos Festival 2017. Vilnius, Litauen
- Spring in Autumn 2017. Utrecht, Niederlande
- Łaźnia Nowa Teatr 2017. Krakau, Poland
- TR Warszawa 2017. Warschau, Poland
- dunaPart4 – Plattform der zeitgenössischen ungarischen darstellenden Künste 2017. Budapest, Ungarn
- Lessingtage 2018. Thalia Theater Hamburg, Deutschland
- MC93 2018. Bobigny, Frankreich
- Théâtre de Vidy 2018. Lausanne, Schweiz
- Maillon 2018. Straßburg, Frankreich
- Alkantara Festival 2018. Lissabon, Portugal
- Athens Festival 2018. Griechenland
- Theaterfestival Basel 2018. Schweiz[21]
- 26. Internationales Theaterfestival 2018. Pilsen, Tschechische Republik
- CDN Orléans 2018. Frankreich
- VIE Festival 2019. Bologna, Italien
- Internationaler Theaterfestival MESS 2019. Sarajevo, Bosnien und Herzegowina
- FIT Festival 2019. Lugano, Schweiz[22]

Auszeichnungen
- Bestes Bühnenbild: Márton Ágh – Vereinigung ungarischer Theaterkritiker 2016.[23]
- Bestes Schreiben und Dramaturgie: Kata Wéber und Soma Boronkay – 17. Staatliches Theatertreffen Pécs 2017. Ungarn
- Bestes Bühnenbild: Márton Ágh – 17. Staatliches Theatertreffen Pécs 2017. Ungarn
- Publikumspreis – Baltic House Festival 2017. Sankt Petersburg, Russland[24]

### Winterreise
| Regisseur            | Kornél Mundruczó                                                                                          |
| Premiere             | 3. Oktober 2015 – Budapest Music Center                                                                   |

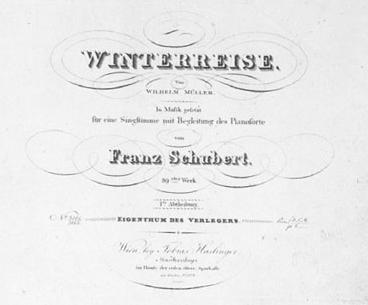
Titelseite der 1. Auflage (1828)

| Koproduktionspartner | - CAFe Budapest Zeitgenössisches Kunstfestival - Danubia Orchester Óbuda - Iván Fischers Apartmenttheater |
| Autor                | Franz Schubert, Hans Zender                                                                               |

Festival-Einladungen
- Musikfest „Fremd bin ich…”  – Mousonturm 2017. Frankfurt am Main, Deutschland[26][27][28]
- HAU Hebbel am Ufer 2017. Berlin, Deutschland
- HELLERAU – Europäisches Zentrum der Künste 2018. Dresden, Deutschland
- Wiener Festwochen 2018. Wien, Österreich
- Mittelfest 2018. Cividale del Friuli, Italien
- Maillon 2019. Straßburg, Frankreich[29]

### 1 link
Die Vorstellung war ab 2019 auf dem Repertoire des József-Katona-Theaters in Budapest zu sehen.
| Regisseur            | Gergely Bánki                                                                  |
| Premiere             | 25. Mai 2015 – Trafó Haus der Zeitgenössischen Künste, Budapest (Uraufführung) |
| Koproduktionspartner | - Trafó Haus der Zeitgenössischen Künste, Budapest, Ungarn                     |
| Autor                | Jake Smiles                                                                    |

Festival-Einladungen
- Nationaltheater Pécs 2016. Ungarn

### Letzte
| Regisseur            | Roland Rába                                                                          |
| Premiere             | 11. September 2014 – Trafó Haus der Zeitgenössischen Künste, Budapest (Uraufführung) |
| Koproduktionspartner | - Trafó Haus der Zeitgenössischen Künste, Budapest, Ungarn                           |
| Autor                | Roland Rába, basierend auf den Improvisationen der Gruppe                            |

Festival-Einladungen
- Nationaltheater Pécs 2015. Ungarn
- Mari Jászai Theater 2016. Tatabánya, Ungarn
- Nationaltheater Szeged 2017. Ungarn

### Dementia
| Regisseur            | Kornél Mundruczó |
| Premiere             | 15. Oktober 2013 – Trafó Haus der Zeitgenössischen Künste, Budapest (Uraufführung) |
| Koproduktionspartner | - HAU Hebbel am Ufer, Berlin, Deutschland - Théâtre National de Bordeaux en Aquitaine, Frankreich - HELLERAU – Europäisches Zentrum der Künste, Dresden, Deutschland - Trafó Haus der Zeitgenössischen Künste, Budapest, Ungarn - Festival De Keuze/Rotterdamse Schouwburg, Niederlande - Noorderzon Performing Arts Festival, Groningen, Niederlande - SPIELART Festival, München, Deutschland - Festival Automne en Normandie, Rouen, Frankreich - Maria Matos Teatro Municipal, Lissabon, Portugal - Mousonturm, Frankfurt am Main, Deutschland - Kunstenfestivaldesarts, Brüssel, Belgien |
| Autor                | Kornél Mundruczó, Kata Wéber |

Festival-Einladungen
- SPIELART Festival 2013. München, Deutschland
- Novart Festival 2013. Théâtre National de Bordeaux en Aquitaine, Frankreich
- HELLERAU – Europäisches Zentrum der Künste 2014. Dresden, Deutschland
- HAU Hebbel am Ufer 2014. Berlin, Deutschland
- Maria Matos Teatro Municipal 2014. Lissabon, Portugal
- Nová Dráma Festival 2014. Bratislava, Slowakei
- Neue Stücke aus Europa 2014. Mousonturm, Frankfurt am Main, Deutschland
- Noorderzon Performing Arts Festival 2014. Groningen, Niederlande
- Festival De Keuze 2014. Rotterdamse Schouwburg, Niederlande
- Baltic House Festival 2014. Sankt Petersburg, Russland
- NET Festival 2014. Moskau, Russland
- Automne en Normandie 2014. Evreux, Frankreich
- NEXT Festival 2014. Lille, Frankreich
- Nervöse Systeme 2014. Schauspielhaus Zürich, Schweiz
- Lessingtage 2015. Thalia Theater Hamburg, Deutschland
- dunaPart3 – Plattform der zeitgenössischen ungarischen darstellenden Künste 2015. Budapest, Ungarn
- Singapore International Festival of Arts 2015. Singapur[37]
- International Theatre Forum TEART 2016. Minsk, Weißrussland
- Festival Theaterwelt Brünn 2017. Tschechische Republik

Auszeichnungen
- Kritikerpreis – Baltic House Festival 2014. Sankt Petersburg, Russland[38]

### Schande
| Regisseur            | Kornél Mundruczó |
| Premiere             | 17. Mai 2012 – Wiener Festwochen, Wien |
| Koproduktionspartner | - Wiener Festwochen, Österreich - Festival von Avignon, Frankreich - Kunstenfestivaldesarts, Brüssel, Belgien - Trafó Haus der Zeitgenössischen Künste, Budapest, Ungarn - Malta Festival, Posen, Polen - HAU Hebbel am Ufer, Berlin, Deutschland - Romaeuropa Festival, Rom, Italien |
| Autor                | J. M. Coetzee |

Festival-Einladungen
- Wiener Festwochen 2012. Wien, Österreich
- Kunstenfestivaldesarts 2012. Brüssel, Belgien
- Malta Festival 2012. Posen, Polen
- Festival von Avignon 2012. Frankreich[40]
- HAU Hebbel am Ufer 2012. Berlin, Deutschland
- Romaeuropa Festival 2012. Rom, Italien
- Hungarian Showcase 2013. Budapest, Ungarn
- Nationaltheater Pécs 2013. Ungarn
- 13. Staatliches Theatertreffen Pécs 2013. Ungarn
- Tampere Theatre Festival 2013. Finland
- Zürcher Theater Spektakel 2013. Schweiz[41]
- Maillon 2014. Straßburg, Frankreich
- NEXT Festival 2015. Lille, Frankreich
- Mousonturm 2015. Frankfurt am Main, Deutschland
- 24. Internationales Theaterfestival 2016. Pilsen, Tschechische Republik

Auszeichnungen
- Beste Regie beim 13. Staatlichen Theatertreffen Pécs 2013. Ungarn[42]
- Bestes Bühnenbild: Márton Ágh – 13. Staatliches Theatertreffen Pécs 2013. Ungarn[42]

### Es ist nicht leicht ein Gott zu sein
| Regisseur            | Kornél Mundruczó |
| Premiere             | 21. Mai 2010 – Kunstenfestivaldesarts, Brüssel (Uraufführung) |
| Koproduktionspartner | - Alkantara Festival, Lissabon, Portugal - Baltoscandal, Rakvere, Estland - Culturgest, Lissabon, Portugal - Kunstenfestivaldesarts, Brüssel, Belgien - Rotterdamse Schouwburg, Niederlande - Theater der Welt 2010, Essen, Deutschland - Théâtre National de Bordeaux en Aquitaine, Frankreich - Trafó Haus der Zeitgenössischen Künste, Budapest, Ungarn |
| Autor                | Kornél Mundruczó, Yvette Bíró |

Festival-Einladungen
- Kunstenfestivaldesarts 2010. Brüssel, Belgien
- Alkantara Festival 2010. Lissabon, Portugal
- Theater der Welt 2010. Essen, Deutschland
- Festival de Keuze 2010. Rotterdamse Schouwburg, Niederlande
- Novart Festival 2010. Théâtre National de Bordeaux en Aquitaine, Frankreich
- dunaPart2 – Plattform der zeitgenössischen ungarischen darstellenden Künste 2011. Budapest, Ungarn
- POT Festival 2011. Tallinn, Estland
- Wiener Festwochen 2011. Wien, Österreich
- Malta Festival 2011. Posen, Polen
- La Batie – Festival de Geneve 2011. Geneva, Schweiz
- La Filature 2011. Mulhouse, Frankreich
- 8. Festival "Politik im Freien Theater" – HELLERAU 2011. Dresden, Deutschland
- Adelaide Festival 2012. Adelaide, Australien
- Internationaler Theaterfestival MESS 2012. Sarajevo, Bosnien und Herzegowina
- Arm und Reich Festival 2013. Schauspielhaus Zürich, Schweiz[46]
- BITEF Festival 2013. Belgrad, Serbien
- Sommerfestival 2020. Gyula, Ungarn

Auszeichnungen
- Der Preis der Bundeszentrale für politische Bildung/bpb beim 8. Festival Politik im Freien Theater, 2011. HELLERAU[47]
- Preis des Internationalen Kunstkritikerverbandes (IATC) beim Internationalen Theaterfestival MESS 2012. Sarajevo, Bosnien und Herzegowina[48]
- MESS Forum Luka Pavlovic-Preis beim Internationalen Theaterfestival MESS 2012. Sarajevo, Bosnien und Herzegowina[48]
- Spezialpreis der MESS Jury beim Internationalen Theaterfestival MESS 2012. Sarajevo, Bosnien und Herzegowina[48]

### Frankenstein-Projekt
| Regisseur            | Kornél Mundruczó                                          |
| Premiere             | 15. Oktober 2007 – Bárka Theater, Budapest (Uraufführung) |
| Koproduktionspartner |                                                           |
| Autor                | Kornél Mundruczó, Yvette Bíró                             |

Festival-Einladungen

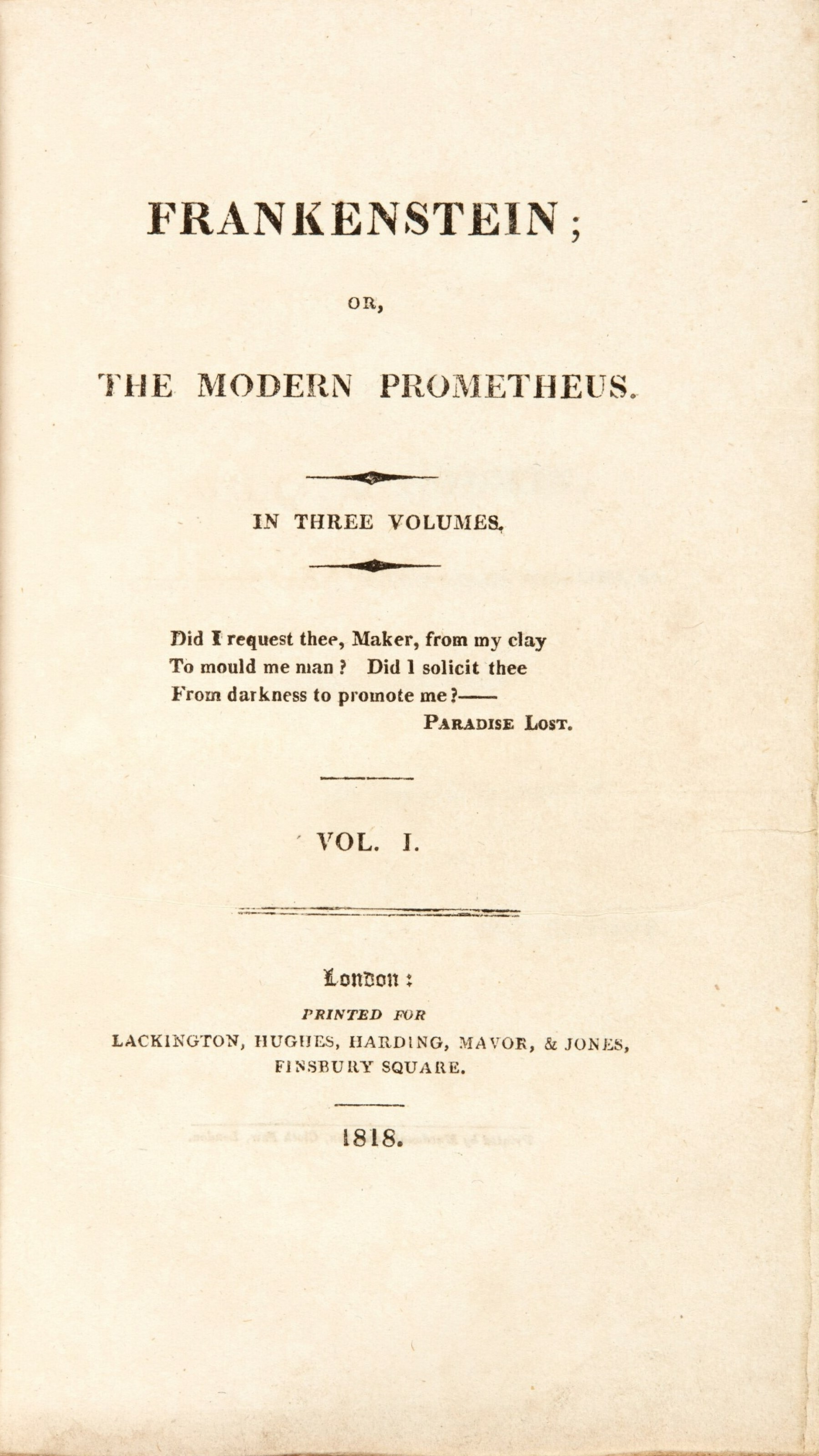
Titelseite der Erstausgabe von Frankenstein, die Inspiration des Theaterstücks Frankenstein-project

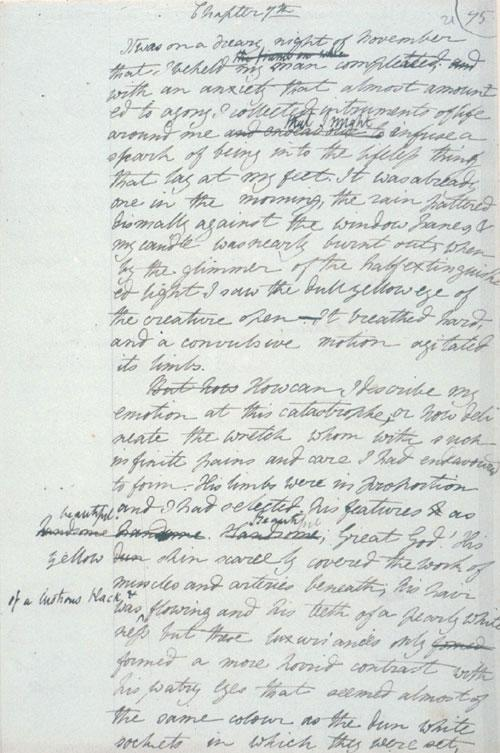
Manuskriptseite aus Frankenstein von Mary Shelley, 1816

- Festival Premiéres 2008. Straßburg, Frankreich
- 8. Staatliches Theatertreffen Pécs 2008. Ungarn
- Neue Stücke aus Europa 2008. Wiesbaden, Deutschland
- International Theatre Festival Divadelná Nitra 2008. Nitra, Slovakia
- Temps d’Images, La Ferme du Buisson 2008. Paris, Frankreich
- dunaPart – Plattform der zeitgenössischen ungarischen darstellenden Künste 2008. Budapest, Ungarn
- Krakowskie Reminiscencje Teatralne 2009. Krakau, Poland
- Kunstenfestivaldesarts 2009. Brüssel, Belgien
- Wiener Festwochen 2009. Wien, Österreich
- Mladi Levi International Festival 2009. Ljubljana, Slowenien
- New Drama Action Festival 2009. Vilnius, Litauen
- Homo Novus Festival 2009. Riga, Lettland
- Festival De Keuze 2009. Rotterdamse Schouwburg, Niederlande
- Europäische Kulturtage 2010. Karlsruhe, Deutschland
- BITEF Festival 2010. Belgrad, Serbien
- Festival Bo:m 2011. Seoul, Südkorea
- Santarcangelo Festival 2011. Santarcangelo, Italien
- F.I.N.D. 2013. Berlin, Deutschland
- Nationaltheater Pécs 2014. Ungarn
- Transitions Central Europe Festival, Onassis Cultural Centre 2015. Athen, Griechenland
- Santiago a Mil International Theatre Festival 2017. Chile[51]

Auszeichnungen
- Beste Vorstellung beim 8. Staatlichen Theatertreffen Pécs 2008. Ungarn[52]
- Beste Schauspielerin: Lili Monori – 8. Staatliches Theatertreffen Pécs 2008. Ungarn[52]
- Publikumspreis – 8. Staatliches Theatertreffen Pécs 2008. Ungarn[52]
- Sonderpreis von BITEF – 44. BITEF Festival 2010. Belgrad, Serbien[53]

### Das Eis
| Regisseur            | Kornél Mundruczó |
| Premiere             | 21. September 2006 – Trafó Haus der Zeitgenössischen Künste, Budapest Wiederaufnahme: 26. September 2008 – Nationaltheater, Budapest Wiederaufnahme: 2. Juni 2015 – Trafó Haus der Zeitgenössischen Künste, Budapest |
| Koproduktionspartner | - Krétakör, Budapest, Ungarn - Nationaltheater, Budapest, Ungarn - Trafó Haus der Zeitgenössischen Künste, Budapest, Ungarn                                                                                          |
| Autor                | Wladimir Sorokin |

Festival-Einladungen
- Festspillene i Bergen 2008. Bergen, Norwegen
- KONTAKT International Theatre Festival 2009. Toruń, Poland
- Internationaler Theaterfestival MESS 2009. Sarajevo, Bosnien und Herzegowina
- Wiener Festwochen 2010. Wien, Österreich
- Texture Film- und Theaterfestival 2010. Perm, Russland
- 19. Internationales Theaterfestival 2011. Pilsen, Tschechische Republik
- HELLERAU – Europäisches Zentrum der Künste 2019. Dresden, Deutschland[60]

Auszeichnungen
- Bester junger Künstler: Kornél Mundruczó beim KONTAKT International Theatre Festival 2009. Toruń, Poland[61]
- Silberner Lorbeerkranz für die beste osteuropäische Vorstellung beim Internationalen Theaterfestival MESS 2009. Sarajevo, Bosnien und Herzegowina[62]
- Specialpreis der Jury für beste Gruppe beim Internationalen Theaterfestival MESS 2009. Sarajevo, Bosnien und Herzegowina[62]
- Avaz Dragon-Preis beim Internationalen Theaterfestival MESS 2009. Sarajevo, Bosnia und Herzegowina[62]
- Texture-Preis beim Texture Film- und Theaterfestival 2010. Perm, Russland[63][64][65]